# Compact B
Pentru alte sensuri, vedeți Compact (dezambiguizare).
Formația Compact B a luat ființă în 1988, odată cu scindarea vechii formații Compact — înființată la Cluj, în 1977, de Teo Peter și Costi Cămărășan — în două ramuri, cea de la Cluj (Compact C) concentrată în jurul vechiului lider Constantin Cămărășan, și cea din București (Compact B), cunoscută publicului ca și Compact, avându-l în centru pe Teo Peter.
Odată ce Paul Ciuci a părăsit trupa originară Compact (în 1988), și Teo Peter a înființat Compact B, acestuia din urmă i s-au alăturat imediat Leluț Vasilescu și Vladi Cnejevici, iar apoi, acestui nucleu de trei, li s-au alăturat Adrian Ordean (care până în acel moment fusese chitaristul formației Roșu și Negru) și ulterior Leo Iorga (vocalist).

## Istoric
În anii 1988 și 1989 „proaspăta” formație prefigurează un turneu important în Rusia. Leo Iorga (care la vremea respectivă era solistul formației Cargo) devine prim vocalist si va rămîne definitiv în formație după plecarea lui Ciuci în Statele Unite ale Americii.
''Perioada '88 — '96, aproape 9 ani de Compact în care s-a făcut muzică bună, s-au făcut texte bune, s-au făcut hit-uri după hit-uri, între 200 și 250 de concerte pe an, apariții tv, 3 CD-uri, video-uri, prieteni cu sutele fără facebook, studio de înregistrări, prima și cea mai mare instalație de sunet din țară, peste 10 tehnicieni ai formației, artificii la fiecare spectacol aproape, un TIR cu scule, lumini cumpărate de la ruși, repetiții, zilele și nopțile de sub cireșul din curte (curtea de la Migas Real Compact — n.r.), iubirile și despărțirile, nopțile pierdute, zilele însorite, am râs și ne-am întristat, franzelele cu parizer și muștar, berea străină și de multe ori buzunarele goale. A fost cea mai veselă și mai prietenoasă formație în care am cântat vreodată. Nu știu când au trecut 9 ani, dar ce știu sigur e că nu regret nicio secundă nimic din ce am trăit și ce am învățat în timpul ăsta, mi-e dor de pâinea cu untură și cu ceapă, de pachetele de țigări împărțite frățește, de tigăile pline cu carne prăjită și de cartofii rântăliți pe care îi făcea Teo, de 'Căruțași', lângă Cișmigiu, o cârciumă (...) unde beam multă, multă bere și de momentele când o luam spre casă pe jos, fiindcă nu mai aveam nici măcar un leu în buzunar. Am iubit în timpul ăsta și am urât,(...) ne-am bucurat, am suferit, am râs de ne-am prăpădit și am stat împreună cu trupa mai mult decât am stat cu familiile noastre'', declara Adrian Ordean.
În 1989, apar în recital la Festivalul Cîntecului de la Berlin. Așa cum s-a întâmplat cu fiecare artist român, după '89 apar dificultățile pentru că nu se mai promovează muzica autohtonă. Anul 1990 este unul greu, puțini fiind acei oameni din presă care să "dea pe post" o formație românească (printre cei care au avut încredere în Compact B la acea vreme se află Liana Stanciu). Însă, spre finele anului '90, un miracol (așa cum spunea Vladi Cnejevici într-un interviu) se întâmplă pentru formația Compact B: Gheorghe Beleanu investește foarte mult în formație, cumpărând aparatură profesională și înființând alături de Adrian Ordean cea mai puternică companie de lumini și sunet din România (Migas Real Compact), dar și primul studio profesional din țară (Migas Real Compact), studio în care vor înregistra în următorii 6 ani aproape toți marii artiști români.
În acea perioadă Compact B a sustinut trei turnee în Republica Moldova — 1988, 1990, 1992, iar în 1990 participă la British Rock for Romania, cu Crazyhead, Jesus Jones, Skin Games. 
Din 1991, în Compact B apare și Emil Laghia - chitară, devine membru stabil în grup. În același an, formația este invitată în recital la Festivalul de la Mamaia și lansează albumul Cine ești tu oare?.
Cine ești tu oare? este, așa cum spune chiar compozitorul și textierul acestuia, Adrian Ordean, un album de hituri, fiecare piesă de pe acest disc (Cine ești tu oare?, Te visez mereu, Să te gândești la mine, Nu uita, Trenul Pierdut, Singur în noapte, 22 decembrie, Omul negru) ajungând să fie cântată pe toate posturile radio și tv și să fie cunoscută de întreaga țară în interpretarea inegalabilă a lui Leo Iorga. Discul se vinde foarte bine și se numără printre cele mai bune albume românești.
În anul următor, Compact B participă la festivalul 'Rock '92', alături de două nume celebre ale rockului mondial, Uriah Heep și Ian Gillan, iar în 1993 susțin două concerte, la Brașov și la Sofia, alături de legendarul grup Nazareth.
În vara anului 1994, formația Compact B cîntă alături de Holograf și Direcția 5 în turneul Marlboro Music, iar în toamnă, pe scena festivalului 'Skip Rock '94', unde concertează alături de legenda rock-ului mondial: Jethro Tull.
În aceeași perioadă se lansează un nou album, intitulat Mă voi întoarce, album ce conține piese ce vor deveni adevărate hituri, piesa care dă titlul albumului fiind de foarte mulți considerată, chiar și în ziua de azi, una dintre cele mai frumoase balade rock din muzica românească. Albumul păstrează aceeași linie calitativă ca și "Cine ești tu oare?", iar asta îi bucură foarte mult pe fani. Acest album, conținând piesele: Mă voi întoarce, Hoinarul, Toamnă în sufletul meu, Banii mei, Cine-i vinovat?, Cine știe pe unde ești?, Ploaia, Mâine în zori, Party a apărut doar pe casetă audio.
La începutul anului 1996, sub marca Roton, se lansează albumul Compact '88-'95, un best-of ce conține majoritatea hit-urilor grupului din perioada Ordean-Iorga-Cnejevici. Anul 1996 marchează o nouă cotitură în destinul trupei, prin revenirea lui Paul Ciuci. Lui Leo Iorga i se cere să părăsească formația pe care o consacrase ca formula de aur a Compact-ului. Legat de plecarea lui Leo Iorga din Compact B, Adrian Ordean declara într-un interviu: M-a enervat întotdeauna ideea (susținută de unii, n.n.) că Leo a venit la Compact sub formă de împrumut....iar când Paul s-a întors în țară, după o lună, Leo a rămas tot în Compact, pentru că Paul a cântat ani buni cu Sfinx Experience...Ce împrumut e ăla care ține opt ani? Să fim serioși....
După despărțirea de Compact B, Leo Iorga și Adrian Ordean pun bazele unui nou grup rock, Schimbul 3.

## Alte formații
După despărțirea de Compact B, Leo Iorga și Adrian Ordean au pus bazele unui nou grup rock, Schimbul 3.

## Discografie
- 1991 - Cine ești tu, oare?
- 1994 - Mă voi întoarce
- 1996 - Compact '88-'95

## Vezi și
- Compact (formație)
- Compact C